# Пимен (Енев)
Митрополит Пимен (в миру Деян Неделчев Енев, болг. Деян Неделчев Енев; 22 червня 1906 року, Чирпан — 10 квітень 1999 року, Софія) — єпископ Болгарської православної церкви, митрополит Неврокопський. У 1992—1998 роках був предстоятелем «альтернативного синоду» (в 1996—1998 роки — в сані патріарха).

## Біографія
Народився 22 червня 1906 року в Чирпані. Закінчив школу в рідному місті.
Восени 1920 року був прийнятий в Пловдивську духовну семінарію, яку він закінчив у 1926 році.
З осені того ж року — студент Богословського факультету Софійського університету св. Климента Охридського, який він закінчив в 1930 році.
15 липня 1930 року призначений секретарем Старозагорської митрополії. На цій посаді він служив до кінця березня 1934 року.
1 липня 1933 року в Старозагорському кафедральному храмі Святого Димитрія митрополитом Старозагорським Павлом пострижений в чернецтво з іменем Пимен.
На наступний день в тому ж храмі висвячений в сан ієродиякона митрополитом Доростоло-Червенським Михайлом.
8 січня 1934 року висвячений у сан ієромонаха митрополитом Старозагорським Павлом.
З 1 квітня того ж року призначений протосинкелом Старозагорської митрополії. На цій посаді пробув до 1937 року.
З 1937 до 1938 року ієромонах Пимен був секретарем Рильського монастиря.
14 січня 1938 року по рішенням Синоду зведений в достоїнства архімандрита і призначений ігуменом (настоятелем) Бачковського монастиря, на цій посаді залишався до 21 квітня 1947 року.
1 травня 1947 року призначений начальником Церковно-економічного відділу при Священному Синоді.
21 грудня 1947 року в кафедральному храмі-пам'ятнику святого Олександра Невського в Софії хіротонізований на єпископа Стобійського і з 1 січня 1948 року призначений другим вікарієм Софійської митрополії.
3 серпня 1952 року обраний, а 4 січня 1953 року канонічно затверджений митрополитом Неврокопським.
У 1992 році митрополит Пимен був одним із ініціаторів розколу в Болгарській православній церкві. 18 травня 1992 року він разом із митрополитами Старозагорським Панкратієм, Калиником Врачанським, Стефаном Великотирновським, Софронієм Доростольським та Червенським підписав заяву, що підтримує рішення Директорії релігій про нелегітимність виборів патріарха Максима Болгарського у 1971 році. Митрополити заявляють, що вважають обрання Максима нелегітимним і запускають процедуру обрання нового патріарха. ПИмен був обраний тимчасовим віце-президентом Священного Синоду. Таким чином, 18 травня фактично був створений Альтернативний синод, до якої входять п'ять із тринадцяти митрополитів церкви. 22 липня 1992 року Священний Синод за розкол та нелегальне рукоположення разом з іншими схизматичними ієрархами позбавив його звання.
1 липня 1996 року у столичному храмі Святої Параскеви його проголосили альтернативним патріархом. В інтронізації патріарха Пимена брав участь Патріарх Філарет.
У 1998 році Всеправославний собор у Софії прийняв покаяння Пимена, і він був прийнятий до церковної громади в сані митрополита з титулом «колишній Неврокопський».
Пимен Неврокопський — автор книги про Неофіта Рильського, виданої у 1984 році у видавництві Синодалу «Отець ієромонах Неофіт Рильський».
Помер 10 квітня 1999 року у Софії. Його поховали поруч із Успенським собором у Благоєвграді.